# Natural Law Party
El Partido de la Ley Natural es un partido transnacional fundado en 1992 basado en "los principios de la Meditación Trascendental", las leyes de la naturaleza y su aplicación en todos los niveles de gobierno. Ha estado activo en 74 países;  continúa en India y en algunas partes de los Estados Unidos. El partido define la "ley natural" como la inteligencia de organizar el gobierno según el universo natural. El Partido de Ley Natural defiende utilizar la técnica de meditación Trascendental y el programa TM-Sidhi como herramientas para reducir o eliminar problemas en la sociedad.

## Ramas nacionales

### Canadá
El Partido de Ley Natural participó en las elecciones federales canadienses de 1993, 1997 y 2000 y en elecciones provinciales en Ontario y Quebec durante este periodo, antes de disolverse en 2003.

### Francia
Benoît Frappé de Francia fue un candidato del partido para la Eurocámara.